# 戴仲玉

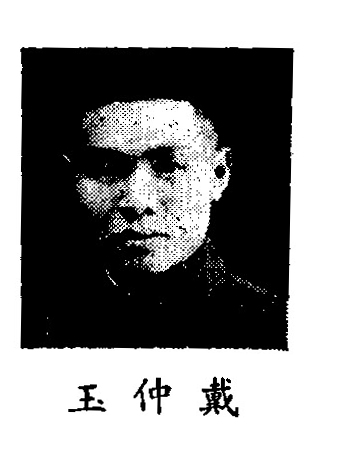

戴仲玉（1910年10月—1986年5月21日）中華民國陸軍少將，福建長汀縣人。第八任福建省政府主席。
戴仲玉畢業於黃埔軍校第五期，1932年冬季加入復興社。抗日戰爭爆發後，陸續擔任福建省臨時參議會秘書長、國家總動員委員會委員。1947年10月任國民黨福建省黨部副主任委員、主任委員，同年底授任陸軍少將，並任參謀本部軍需監。
1955年，福建省政府改組並由戴仲玉擔任省主席，1956年7月中央政府為適應戰時需要，統一戰地軍政指揮，實施金門、馬祖地區「戰地政務實驗辦法」，省府移駐臺北縣新店市北新路辦公，負責研究有關收復福建地區之重建計畫方案及對大陸福建地區廣播、閩僑聯繫、人才儲備與不屬戰地政務之一般省政工作。  
1956年2月，戴仲玉所題的「中興在望」四個字，被轉刻在金門太武山上。
1962年4月，戴仲玉被選為臺北縣三重市私立東海高級中學董事長，1974年8月卸任。

1986年5月21日，擔任福建省政府主席長達31年的戴仲玉逝世，由時任第一屆立法委員的吳金贊接任。
| 政府职务    | 政府职务                                          | 政府职务      |
| ----------- | ------------------------------------------------- | ------------- |
| 福建省政府  |                                                   |               |
| 前任： 胡璉 | 福建省政府主席 第八任 1955年2月1日－1986年5月21日 | 繼任： 吳金贊 |